# Nurlan Kobashev
Nurlan Kobashev (15 gennaio 1991) è un pugile kirghiso.

## Palmarès
- Campionati asiatici

Tashkent 2017: bronzo nei pesi superleggeri.